# Cesário Fórmula
A Cesário Fórmula é uma equipe da Fórmula 3 Sul-americana fundada em 1991 conquistando dois títulos logo em seu ano de estréia: Campeã Brasileira e o vice-campeonato Sul-americano de Fórmula 3. Desde então a Cesário Fórmula vem crescendo e acumulando novos títulos a cada temporada. A equipe foi fundada em pelo ex-pilto de Fórmula 3 Augusto Cesário de quem herdou seu nome e de lá pra cá conquistou 32 títulos e 15 vice-campeonatos em diversas categorias do automobilismo como, Fórmula 3 Sul-americana, Fórmula 3 Brasileira, Fórmula 3 Light e Fórmula Renault Brasil.

## História

### Fórmula 3
Participa da F3 desde sua fundação e é a maior vencedora da categoria com títulos na Fórmula 3 Sul-americana, Fórmula 3 Brasileira e Fórmula 3 Light. A equipe brasileira que participou da Fórmula 3 Britânica com o piloto Alberto Valerio em 2006.

### Fórmula Renault
Participou de todas as temporadas da Fórmula Renault Brasil sendo Campeã em 2004 com o piloto Alexandre Foizer.

## Carros

### Fórmula 3
O carro da categoria A é o Dallara F-309 fabricado na Itália e utiliza motores Berta fabricados na Argentina e pneus Pirelli fabricados na Turquia, é movido a gasolina.